# Dendrobium subpandifolium
Dendrobium subpandifolium är en orkidéart som beskrevs av Johannes Jacobus Smith. Dendrobium subpandifolium ingår i släktet Dendrobium, och familjen orkidéer. Inga underarter finns listade i Catalogue of Life.